# 衛

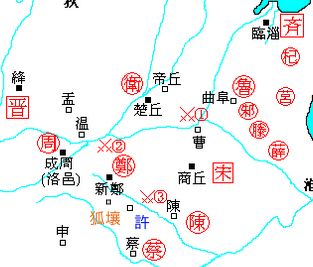
衛の位置

衛（えい、紀元前11世紀 - 紀元前209年）は、中国の周代・春秋時代から戦国時代にかけて河南省の一部を支配した諸侯国。
衛の始祖は周の文王の九男の康叔である。三兄の管叔鮮等が殷より周を攻め、四兄の周公旦が乱を鎮めた後に、康叔は周より衛君に封じられ、二分された殷の遺民の一方を民とし朝歌を都とした。
第8代頃侯の時、多くの財物を周王朝に献上したことから侯爵に叙された。第10代武公の時には、周の幽王が犬戎に殺されると、兵を率いて犬戎討伐に駆けつけ、その功により周王室から公爵に叙された。
その領土は狭いとはいえ、黄河流域の中原の中心地であり、先進地帯であった。しかしそのため、衛は周辺諸国との折衝に忙殺されることになる。紀元前660年には翟（てき：狄）により滅ぼされるが、斉の桓公の助力により、姫燬（諡号は文公）が新たな衛君となって楚丘（現在の河南省滑県の東）を新たな都にして国を復活した。のちには亡命時代の晋の文公を冷遇して他国へ移らせ、孔子を迎え入れた時にも冷遇して他国へ追いやるなど、優秀な人材が滞在してもすぐに出国してしまう状況であった。また、公族の一人であった商鞅は魏を経て秦に仕えて活躍している。
戦国時代に入ると趙、韓、魏の半属国状態となる。
紀元前346年に「公」の爵号を引き下げて「侯」に貶号するようになり、紀元前320年にはさらに引き下げて「君」と称して、わずかに濮陽を領有するだけとなる。
紀元前252年、朝貢するため魏を訪問した懐君が殺され、その弟で魏の公女の夫である元君が衛君に就けられ、魏の傀儡国となる。
紀元前238年、秦が魏の東部地方を占領し東郡を設置すると濮陽は東郡の中に併合され、衛は野王県へ転封されて事実上滅ぼされるものの、名目的には細々と続いた。最終的には最後の衛君・衛君角が紀元前209年に秦の二世皇帝（胡亥）に廃されることによって滅んだ。
『史記』秦始皇本紀6年条（紀元前241年）に「衛の君角が野王へ移された」旨の記述がある。君角は在位年数21年とされているので、紀元前221年に他の国々とともに秦によって滅ぼされたというのが平㔟隆郎の主張である。しかし、『史記』衛世家には元君の14年に野王へ移されたとの記述があり、君角の9年に秦による統一があって、21年に二世皇帝によって庶人に落とされたとの記述があるので、秦始皇本紀6年条の「君角」は単に「元君」の誤りとみるのが従来の説である。従来説とは反対に、平㔟の説は秦始皇本紀を採って衛世家を誤りとして斥けることになる。

## 歴代君主
1. 康叔（紀元前? - ?）（封） - 文王の九男
2. 康伯（紀元前? - ?）（代） - 康叔の子
3. 孝伯（紀元前? - ?） - 康伯の子
4. 嗣伯（紀元前? - ?） - 孝伯の子
5. 寁伯（紀元前? - ?） - 嗣伯の子
6. 靖伯（紀元前? - ?） - 寁伯の子
7. 貞伯（紀元前? - 前867年） - 靖伯の子
8. 頃侯（前866年 - 前855年） - 貞伯の子
9. 釐侯（前855年 - 前813年）
10. 共伯（余）（前813年）
11. 武公（和）（前812年 - 前758年）
12. 荘公（揚）（前757年 - 前735年）
13. 桓公（完）（前734年 - 前719年）
14. 州吁（州吁）（前719年）
15. 宣公（晋）（前718年 - 前700年）
16. 恵公（朔）（前699年 - 前696年）
17. 黔牟（黔牟）（前696年 - 前688年）
18. 恵公（朔）（前688年 - 前669年）※復位
19. 懿公（赤）（前668年 - 前660年）
20. 戴公（申）（前660年）
21. 文公（燬）（前659年 - 前635年）
22. 成公（鄭）（前634年 - 前600年）
  - 叔武（前632年）
  - 衛君瑕（瑕）（前632年 - 前630年）
23. 穆公（遫）（前599年 - 前589年）
24. 定公（臧）（前588年 - 前577年）
25. 献公（衎）（前576年 - 前559年）
26. 殤公（秋）（前558年 - 前547年）
27. 献公（衎）（前546年 - 前544年）※復位
28. 襄公（悪）（前543年 - 前535年）
29. 霊公（元）（前534年 - 前493年）
30. 出公（輒）（前492年 - 前480年）
31. 荘公（蒯聵）（前479年 - 前478年）
  - 公孫斑師（前478年）
32. 衛君起（起）（前477年）
33. 出公（輒）（前476年 - 前470年）※復位
34. 悼公（黔）（前469年 - 前465年）
35. 敬公（弗）（前464年 - 前432年）
36. 昭公（糾）（前431年 - 前426年）
37. 懐公（亶）（前425年 - 前415年）
38. 慎公（穨）（前414年 - 前383年）
39. 声公（訓）（前382年 - 前372年）
40. 成侯（不逝）（前371年 - 前343年）
41. 平侯（勁）（前342年 - 前335年）
42. 嗣君（前334年 - 前293年）
43. 懐君（前292年 - 前254年）
44. 元君（前254年 - 前230年）
45. 衛君角（角）（前229年 - 前209年）

→秦に滅ぼされる